# Flava To Da Bone
Flava To Da Bone foi um grupo de pop/hip-hop norueguês fundado em Oslo em 1994.

## História
O seu disco de estreia Feelin' Da Flava, esteve nove semanas nas paradas, tendo atingido o nº 11 da parada do seu país. Já o segundo disco Closer, esteve seis semanas a atingiu o nº 20.
A canção "Even If The Rain" é tida como o maior sucesso da banda e foi regravada em 2009 pela cantora norueguesa Elisabeth Carew
No Brasil a canção mais conhecida da banda é a versão de "More Than a Woman", do grupo Bee Gees, que foi destaque na trilha sonora da novela "A Próxima Vítima", de 1995
. 

### Discografia[6]
- Feelin' Da Flava (1995)
- Closer (1997)

### Singles
- "Why You Move So Fast" (1994)
- "Even If The Rain" (1994) (nº 6/6 semanas: Noruega)[7]
- "More Than A Woman" (1994)
- "Fine Fine Day" (1995)
- "Take A Little Time" (1995) (nº 14/5 semanas: Noruega)[8]
- "Think It Over" (1996)
- "Free Fallin'" (1997)
- "How Deep Can We Go" (1997)
- "Monday Night" (1997)